# Caucones (Péloponnèse)
Pour les articles homonymes, voir Caucones (homonymie).
Les Caucones (en grec ancien Καύκωνες / Kaúkōnes), sont une tribu mythique du Péloponnèse ; ils passent pour avoir habité le sud de la Triphylie, tout près du royaume de Nestor, donc.

## Les Caucones chez Homère
Ces Caucones sont mentionnés à deux reprises par Homère dans l'Odyssée : Athéna dit qu'elle va y chercher « une créance », en d'autres termes, un sacrifice. Et dans l'Iliade, au chapitre XX: Les Caucones sont en train de s'y former pour le combat. 